# 734
Het jaar 734 is het 34e jaar in de 8e eeuw volgens de christelijke jaartelling.

## Gebeurtenissen

### Europa
- Slag aan de Boorne: De Franken onder leiding van Karel Martel ("de Strijdhamer") verslaan de Friezen en doden hun aanvoerder, koning Poppo. De Franken plunderen Friesland en vernietigen heidense heiligdommen. Het Friese Rijk houdt op te bestaan, waarbij het gebied ten westen van de Lauwers bij het Frankische Rijk wordt ingelijfd.
- Karel Martel financiert zijn Frankische leger door kerkelijke bezittingen in beslag te nemen. De bisschoppen dreigen daarop om hem te excommuniceren, wat wordt voorkomen doordat Bonifatius zijn steun geeft aan de hervormingen. Karel organiseert een beroepsleger, waarvan de cavalerie (voornamelijk Frankische adel) de kern vormt.

### Arabische Rijk
- De Arabieren voeren een plunderveldtocht in de Provence en het Rhônedal. Ze veroveren de steden Avignon, Arles en vermoedelijk Marseille die vrijwillig door hertog Maurontius worden overgegeven. Hij verweert zich tegen het bewind van Karel Martel en sluit een verbond met de Moren. (waarschijnlijke datum)

## Overleden
- Adela van Pfalzel, Frankisch abdis
- Kentigerna, Iers kluizenares
- Poppo (60), koning van de Friezen